# Oribasia
En la Antigua Grecia, la Oribasia era una fiesta conmemorativa que se celebraba en invierno en Delfos cada dos años. La realización de estos festejos está documentada desde el siglo V a. C., aunque se estima que su origen era más antiguo. Consistía en un ascenso de las tíades a través del monte Parnaso, durante el cual se practicaban diversos ritos.
En esta subida a la montaña del Parnaso, las tíades de Delfos, a las que se unía una delegación de mujeres atenienses, se detenían en la cueva Coricia, un antro dedicado a Pan y las ninfas coricias, donde se realizaban ciertos ritos. Uno de ellos consistía en despertar a Dioniso niño, llamado Yaco, en una ceremonia con antorchas. Hay autores que han sugerido que probablemente en este ritual se recordaba la muerte y desmembramiento de Dioniso cuando era un niño y su posterior vuelta a la vida.